# Semonina ares
Semonina ares is een vlinder uit de familie van de Lycaenidae. De wetenschappelijke naam van de soort werd als Thecla ares in 1887 gepubliceerd door Godman & Salvin.